# ツヴァイフリンゲン
ツヴァイフリンゲン (ドイツ語: Zweiflingen) は、ドイツ連邦共和国バーデン＝ヴュルテンベルク州ホーエンローエ郡に属す町村（以下、本項では便宜上「町」と記述する）。

## 地理

### 自治体の構成
ツヴァイフリンゲンは、ツヴァイフリンゲン自身の他、アイヒアハ、フリートリヒスルーエ、オーレンデルサル、プファールバッハ、ティーフェンザル、ヴェステルンバッハの各地区からなる。

## 歴史
ツヴァイフリンゲンは1230年に初めて文献上で言及される。15世紀に現在の町域全域がホーエンローエ家の支配下に入った。1553年の領邦分割により、ホーエンローエ＝ノイエンシュタイン伯領に編入された。1806年の帝国代表者会議主要決議に基づき、ホーエンローエ家の所領はヴュルテンベルク王国領となり、オーバーアムト・エーリンゲン（1938年からはエーリンゲン郡）に属した。1972年の郡の再編により、この自治体は、新しく創設されたホーエンローエ郡に編入された。

### 市町村合併
- 1972年4月1日 オーレンデルザル
- 1972年9月1日 ヴェステルンバッハ

### 人口推移
- 1672年: 140人
- 1807年: 222人
- 1819年: 216人
- 1880年: 1,106人
- 1939年: 796人
- 1950年: 1,053人
- 1961年: 912人
- 2005年: 1,723人

## 経済と社会資本
ツヴァイフリンゲンは、現在も主に農業を中心とした自治体である。

## 文化と見所
プファールバッハ地区付近では約300mにわたってリーメスの遺構（土塁と濠）がよく保存されている。

## 引用
1. ↑  Statistisches Landesamt Baden-Württemberg – Bevölkerung nach Nationalität und Geschlecht am 31. Dezember 2023 (CSV-Datei)